# Луаньхэ
Луаньхэ (кит. 滦河) — река в Китае. Протекает по Внутренней Монголии и провинции Хэбэй. Длина реки 877 км, площадь бассейна 44,9 тыс. км², средний расход воды около устья 140 м³/с.
Берёт начало во Внутренней Монголии при слиянии реки Шаньдяньхэ и реки Хэйфынхэ. Впадает в Ляодунский залив Жёлтого моря.
Луаньхэ с Хайхэ образует речную систему со среднегодовым поверхностным стоком 28,8 км³, что составляет 1,1 % от всего суммарного возобновляемого водного ресурса Китая. Подземные воды Луаньхэ-Хайхэ составляют 26,5 км³, а это 3,2 % от всех ресурсов.

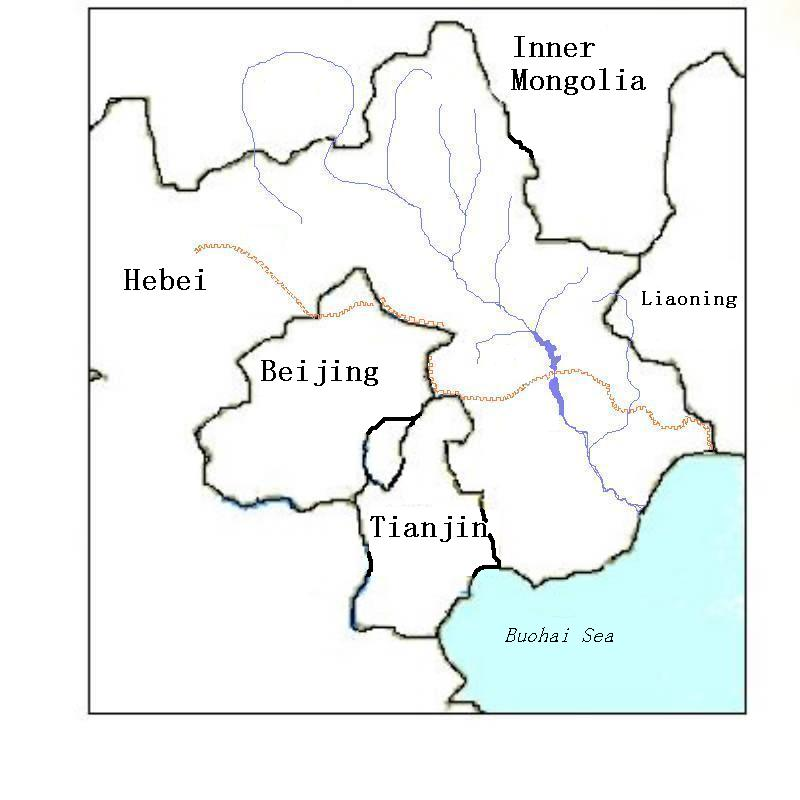
Бассейн реки

Луаньхэ характеризуются муссонным режимом с резкими сезонными колебаниями стока.
Луаньхэ несёт большое количество наносов в летнее половодье (6,3 кг/м³). Доступна для плавания джонок.
На реке расположен крупный город Чэндэ.